# Quận Kendall, Illinois
Quận Kendall là một quận thuộc tiểu bang Illinois, Hoa Kỳ.
Quận này được đặt tên theo. Theo điều tra dân số của Cục điều tra dân số Hoa Kỳ năm 2000, quận có dân số người. Quận lỵ đóng ở.

## Địa lý
Theo Cục điều tra dân số Hoa Kỳ, quận có diện tích km2, trong đó có km2 là diện tích mặt nước.

## Thông tin nhân khẩu
Theo điều tra dân 2 năm 2000, quận đã có dân số 54.544 người, 18.798 hộ gia đình, và 14.963 gia đình sống trong quận hạt. (Tuy nhiên, kể từ đó đã có một sự gia tăng đáng kể trong dân số, với 103.460 cư dân trong năm 2008. 2 Mật độ dân số là 170 người trên một dặm Anh vuông (66/km ²) Có. 19.519 đơn vị nhà ở mật độ trung bình của 61 trên một dặm Anh vuông (24/km ²). Các chủng tộc của quận là 92,88% người da trắng, 1,32% da đen hay Mỹ gốc Phi, 0,19% người Mỹ bản xứ, 0.88% châu Á, Thái Bình Dương 0,02%, 3,38% từ các chủng tộc khác, và 1,34% từ hai hoặc nhiều chủng tộc 7,49% dân số được. Hispanic hay Latino thuộc một chủng tộc nào. 27,2% là người gốc Đức, Ailen 12,5%, 7,4% tiếng Anh, 5,9% người Ba Lan, Na Uy 5,8%, 5,1% và 5,0% người Mỹ gốc Ý theo để điều tra dân số năm 2000 91,6% nói. người gốc Anh và 6,5% tiếng Tây Ban Nha là ngôn ngữ đầu tiên của họ.
Có 18.798 hộ, trong đó 41,70% có trẻ em dưới 18 tuổi sống chung với họ, 68,80% là đôi vợ chồng sống với nhau, 7,50% có một chủ hộ nữ và không có chồng, và 20,40% là không lập gia đình. 16,40% hộ gia đình đã được tạo ra từ các cá nhân và 6,10% có người sống một mình 65 tuổi hoặc lớn hơn. Cỡ hộ trung bình là 2,89 và cỡ gia đình trung bình là 3,27.
Tháp tuổi dân cư sinh sống trong quận với tỷ lệ như sau: 29,50% dưới độ tuổi 18, 7,50% 18-24, 32,40% 25-44, 22,10% từ 45 đến 64, và 8,50% từ 65 tuổi trở lên người. Độ tuổi trung bình là 34 năm. Đối với mỗi 100 nữ có 98,70 nam giới. Đối với mỗi 100 nữ 18 tuổi trở lên, đã có 95,90 nam giới.
Thu nhập trung bình cho một hộ gia đình trong quận đã đạt mức USD 64.625, và thu nhập trung bình cho một gia đình là USD 69,383 (các con số này đã tăng lên 74.539 USD và 81.517 USD tương ứng là của một ước tính năm 2007 2). Phái nam có thu nhập trung bình USD 50.268 so với 30.415 USD của phái nữ. Thu nhập bình quân đầu người đạt mức 25.188 USD. Có 2,00% của các gia đình và 3,00% dân số sống dưới mức nghèo khổ, trong đó có 3,50% những người dưới 18 tuổi và 4,50% của những người 65 tuổi hoặc hơn.